# Juan Gabriel
Alberto Aguilera Valadez (Parácuaro, Michoacán, 7 de enero de 1950-Santa Mónica, California, 28 de agosto de 2016), conocido como Juan Gabriel, fue un cantautor y actor mexicano. Es considerado como uno de los artistas con mayor éxito en América Latina, así también como uno de los mayores compositores y personajes más conocidos en el medio musical dentro de México e Hispanoamérica.
Sus ventas totales se estiman en más de 150 millones de álbumes y sencillos en todo el mundo, lo que lo convierte en uno de los artistas latinos con mayores ventas discográficas de la historia.
Su obra abarca más de 1800 composiciones que han sido traducidas a idiomas tan diversos como turco, alemán, francés, italiano, tagalo, japonés, griego, papiamento, portugués e inglés e interpretadas por más de 1500 artistas y grupos de todo el mundo, por lo que es el compositor hispano más cantado y versionado a nivel mundial. Fue incluido en el año 2016 de manera póstuma en El Pabellón de la Fama de los Compositores Latinos.
En 1984 sale a la venta su álbum Recuerdos II; dicho álbum fue certificado por ventas superiores a 8 millones de copias, del álbum destaca su sencillo «Querida», canción que permaneció por más de 18 meses dentro de los primeros lugares de popularidad, hito que ningún cantante ha podido igualar en territorio mexicano. Hasta la fecha el álbum es el más vendido en México y uno de los álbumes en español más vendidos de la historia.
En 1999 la revista Billboard lo reconoció como «The Latin Legend» (La leyenda latina) y lanzó una publicación especial donde reconoció el aporte musical y el impacto de sus canciones en la cultura latina en Estados Unidos y a nivel mundial. Su discografía ha sido premiada con más de 1500 discos de oro, platino, multiplatino y diamante. En 2016 consiguió otro récord, colocó Los Dúo 2 en el puesto #1, Los Dúo en el puesto #2 y Mis 40 en Bellas Artes en el puesto #3, colocando 3 álbumes en los primeros puestos de álbumes más vendidos en Estados Unidos, colocándolo así como el único artista vivo en lograr dicho récord. Es el artista latino que más boletos ha vendido de sus actuaciones en Estados Unidos.
También era conocido por sus conciertos masivos; en 1993 fue capaz de llenar el Rose Bowl de Pasadena con 75 mil asistentes, hasta la fecha es el único artista de origen hispano en presentarse en dicho escenario. También conquistó otros escenarios míticos como el Hollywood Bowl, el Orange Bowl, el Florida Park de Madrid, la Plaza México, el Estadio Azteca. En el año 2000 rompió récord de asistencia en el Zócalo Capitalino (350 mil personas); cuatro años después volvió a la Plaza de la Constitución rompiendo récord con una presentación que superó las 5 horas de duración. Su primera presentación en el Palacio de Bellas Artes de 1990 fue la más destacada, la publicación de un concierto grabado de música popular mexicana interpretada por la Orquesta Sinfónica Nacional de México, la más importante del país, en un recinto especial para cantantes de ópera y reservado para lo más exclusivo de la cultura y las artes en México, el recital se convertiría en el más famoso del cantante, pese a las críticas posteriores en los medios de comunicación. Posteriormente, en 1997, volvería a presentarse para la grabación del álbum Celebrando 25 años de Juan Gabriel: En concierto en el Palacio de Bellas Artes y una más en el año 2013 con la que celebró sus cuatro décadas de carrera, dicha presentación es considerada el epítome de su carrera. En 2015, la revista Forbes lo ubicó en la lista de los artistas mejores pagados en el mundo, ubicándolo en el puesto 18, luego de una exitosa serie de conciertos con los que recaudó 10.8 millones de dólares, siendo el único artista latino en aquella lista. En 2016, Pollstar posicionó a Juan Gabriel, como el cantante latino más cotizado del mundo y el sexto en la lista a nivel mundial, esto al cobrar un promedio de 934 mil 935 dólares por concierto.
Era conocido también por realizar obras destinadas a ofrecer las oportunidades de desarrollo a la niñez desafortunada, no solamente en México, también en Venezuela y otros países. Fue benefactor directo de más de un centenar de menores albergados en una escuela llamada «Semjase», creada por él en 1987 en Ciudad Juárez, Chihuahua.
Falleció a los 66 años a causa de un infarto agudo de miocardio mientras desarrollaba su gira «MeXXico es Todo». Sus restos fueron llevados al Palacio de Bellas Artes, donde fue homenajeado por más de 700 mil personas y una audiencia televisada de 11,8 millones, siendo uno de los acontecimientos y funerales con mayor asistencia en la historia del país. Sus cenizas descansan en su casa de Ciudad Juárez.

## Biografía y carrera

### 1950-1968: primeros años
Alberto Aguilera Valadez nació el 7 de enero de 1950 en Parácuaro, Michoacán. Era el menor de los diez hijos de los campesinos Gabriel Aguilera Rodríguez y Victoria Valadez Rojas. Cuando aún era un bebé, su padre desarrolló un trastorno mental, por lo que fue llevado a Ciudad de México, para ser internado en el hospital psiquiátrico de La Castañeda, lugar en el que nunca se supo cuál fue su destino final. Este hecho lo inspiró para escribir la canción «De sol a sol». Al ya no contar con la ayuda de su papá, su madre emigró a Apatzingán, luego a Morelia, y finalmente se estableció en Ciudad Juárez, Chihuahua, donde Alberto creció.
A los cinco años de edad, ingresó como interno a la Escuela de Mejoramiento Social para Menores. En esta institución conoció a Juan Contreras, un maestro de hojalatería al que llegó a considerar como un padre, y que además le enseñó a trabajar y le dio clases de música.Sería por él y por su padre, Gabriel, que su nombre artístico con el que sería conocido es Juan Gabriel. 
Después de ocho años en el internado, optó por escapar cuando cumplió trece. Al salir de este lugar, vivió por un tiempo con Juan Contreras y juntos se dedicaron a vender en la calle artesanías de madera, mimbre y hojalata, mismas que ambos fabricaban. Cuando cumplió catorce, regresó a Ciudad Juárez para dedicarse a la venta de burritos con su mamá y su hermana.

### 1968-1974: inicios musicales y estrellato
Usando el nombre de Adán Luna, en 1968 emprendió un viaje por algunas ciudades de México y una estadounidense, con el fin de buscar oportunidades de trabajo en el mundo de la música, sin obtener el éxito que esperaba. En 1971, cambió su nombre artístico al de Juan Gabriel, Juan en honor a Juan Contreras, y Gabriel honrando a su padre. Esto lo hizo para que El alma joven, su álbum debut, obtuviera atención comercial. De inmediato logró posicionarse en el primer lugar de popularidad en música con la canción «No Tengo Dinero», tema que también grabó en idioma japonés. Siguieron los discos incursionando en la balada con éxitos como «Me he Quedado Solo», «Uno, dos, y tres (Y me das un beso)», «No se ha dado cuenta», «Será mañana»; este tema lo llevó a participar en el Festival OTI y, aunque no fue el triunfador, fue el único tema que despegó en la radio en aquel año.

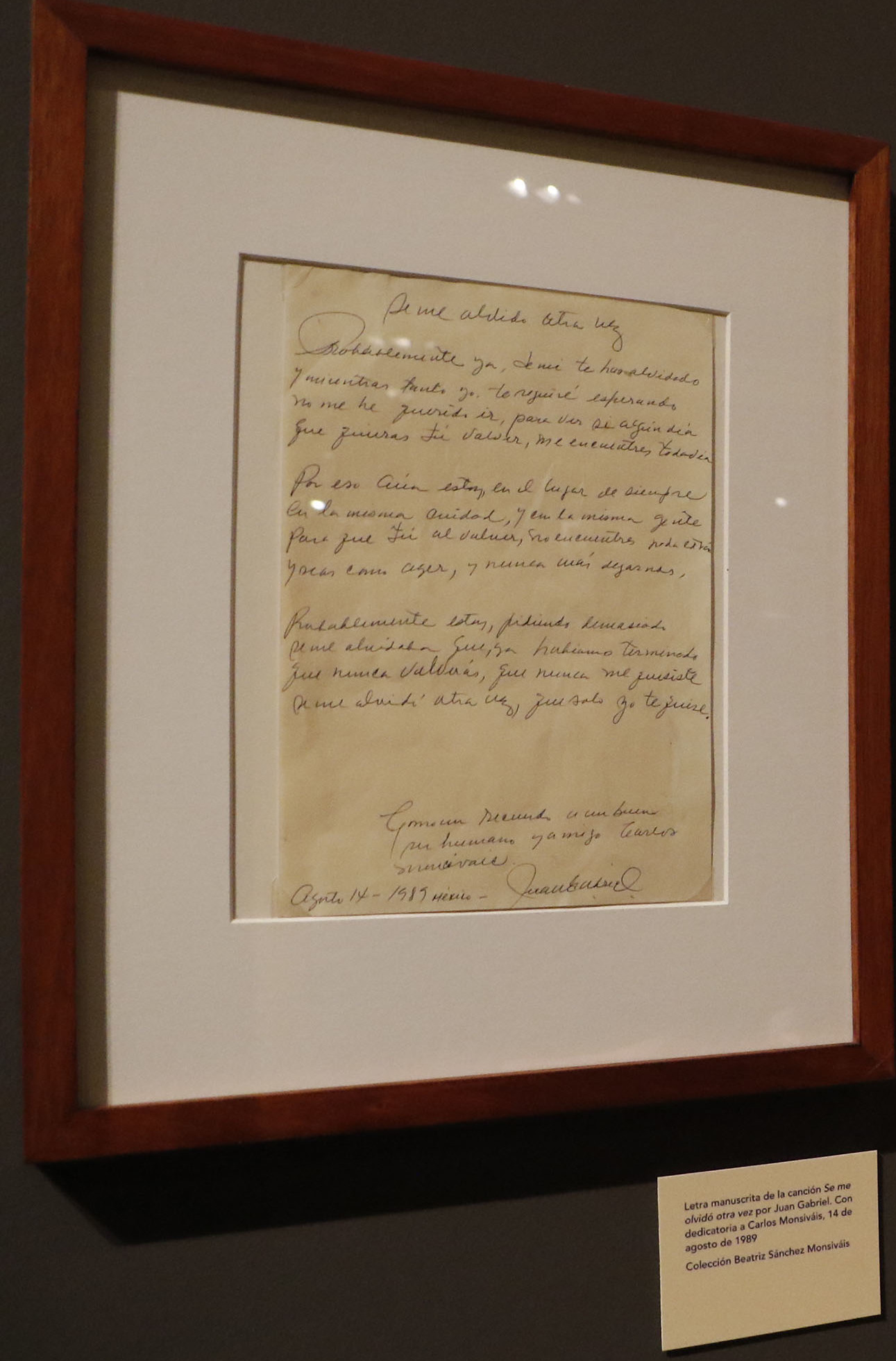
Letra manuscrita por él de la canción «Se me olvidó otra vez», con dedicatoria al escritor Carlos Monsiváis, agosto de 1989.

En 1974 presentó su primer disco de música vernácula mexicana, acompañado por el Mariachi Vargas de Tecalitlán; se lanzó como primer sencillo el tema «Se me olvidó otra vez», tema que le otorgó popularidad en toda Latinoamérica como intérprete y compositor, y que a la postre se convertiría en uno de los temas rancheros más populares. Rápidamente alcanzó fama y prestigio, ya que sus discos solían ser transmitidos en la radio latinoamericana, y sus intérpretes llegaban a los primeros lugares de las listas de popularidad con sus temas; con discos de corte balada y ranchera grabó una decena de discos más en los siguientes siete años, y colocó hasta 4 o más temas en las listas de popularidad en su voz y en la de sus intérpretes. Su primer viaje en internacional lo realizó a Venezuela, donde fue recibido por el presidente Carlos Andrés Pérez.
El éxito musical de Gabriel fue rotundo, e inclusive algunas de sus canciones llegaron a ser grabadas por artistas conocidos y poco conocidos de su época.

### 1974-1990: incursión en el cine y colaboraciones
Además de la música, su carrera se amplió al cine, realizando cinco películas entre 1975 y 1981, estas fueron; En esta primavera, Nobleza ranchera, El Noa Noa, Es mi vida, y Del otro lado del puente.
El disco Recuerdos, grabado en Londres, inició una cadena de éxitos nunca vistos en un artista mexicano.«He venido a pedirte perdón» fue el comienzo (1980); «Con tu amor» (1981), «No me vuelvo a enamorar», «Ya lo sé que tú te vas», «Si quieres», «Insensible», todas ellas parte de su disco de boleros Cosas de enamorados (1982); «Caray», «No vale la pena», «Yo me voy», del disco Todo (1983); «Querida» (1984), del acetato Recuerdos II, «Déjame vivir», a dúo con Rocío Dúrcal (1985); «Te lo pido por favor», «Hasta que te conocí»; «Yo no sé que me pasó», del disco Pensamientos (1986); Debo hacerlo (1987), versión que rompió récord de ventas en Estados Unidos para un disco latino. Pulió su perfil de productor musical y realizó algunas obras musicales al lado de reconocidos arreglistas.
Aunado a su éxito, apoyó la carrera de varias artistas. Angélica María grabó un álbum con el nombre Angélica María y el sentir de Juan Gabriel (1981), y dos años después, Rocío Dúrcal lanzó el disco Canta a Juan Gabriel Vol. 6 (1984). Este trabajo le valió a Dúrcal su primera nominación a un Premio Grammy en la 28.ª edición de estos. Otras cantantes que triunfaron interpretando sus composiciones incluyeron a Lucha Villa con Interpreta a Juan Gabriel (1985), Aída Cuevas con Canta a Juan Gabriel (1983), Daniela Romo con De mi enamorate (1986) y Dímelo (1989), y finalmente Lucía Méndez con Un alma en pena (1988).
Todo el éxito acumulado le ayudó para llegar al mercado europeo que conquistó gracias a sus temas rancheros y de boleros, así como sus duetos con la española Rocío Dúrcal, con quien formó una exitosa pareja musical. Juntos consiguieron ventas por más de 30 millones de discos en América y Europa, decenas de discos y conciertos marcaron el paso de esta mancuerna, que vio su último disco en 1997, Juntos otra vez.
Apoyó las carreras de otros artistas. Así vinieron éxitos como «Tarde», en voz de la propia Rocío Dúrcal; «Lo pasado, pasado», en voz de José José; «Tú sigues siendo el mismo», con Angélica María; «Así fue», interpretada por Isabel Pantoja; «Mentira», con el entonces muy joven Luis Miguel; «Tu mundo no es mi mundo», interpretada por Estela Núñez; «Es mejor perdonar», con Daniela Romo,«Ya lo sé que tú te vas», interpretada por Vicente Fernández, y «Luna», interpretada por Ana Gabriel, entre muchas más

### 1990-1999: establecimiento como artista afamado
Juan Gabriel comenzó el decenio de los noventa con una de sus más famosas presentaciones, la realizada en el Palacio de Bellas Artes de la Ciudad de México los días 9, 10, 11 y 12 de mayo de 1990, donde cantó acompañado por la Orquesta Sinfónica Nacional de México, con Enrique Patrón de Rueda como director invitado. Realizado por idea de María Esther Pozo, asistente del entonces director del INBA, dicho concierto generó polémicas en la época debido a que el llamado "principal recinto cultural de México" acogería la presentación de un cantante considerado popular. Para ello se escribieron cartas de protesta contra el recital buscando su prohibición. El entonces titular de CONACULTA, Víctor Flores Olea, apoyó la presentación y anunció en respuesta a la polémica que las ganancias del concierto se destinarían a la Orquesta Sinfónica Nacional. El crítico Lázaro Azar declaró que Juan Gabriel había donado un millón de pesos de la época a la orquesta, suficiente para comprarles instrumentos y pagar algunas giras.
Finalmente el concierto se realizó con éxito, con la asistencia incluso del presidente de la república en turno, Carlos Salinas de Gortari, y un ambiente que el escritor Carlos Monsiváis alabó y calificó como «apoteósico».

El gran final. Juan Gabriel interpreta «Ya lo pasado pasado», y pide un aplauso para el amor y ya luego desemboca, en acto de banalidad chovinista, en una canción en donde México resulta país único sobre la faz de la tierra ¡Viva México! ¡Viva México! De acuerdo, ¿y a propósito de qué?. Pero ni ese final un tanto municipal y espeso, disminuye la apoteosis, la entronización íntima y colectiva del huérfano que es hoy el signo del cambio de los tiempos y de la capacidad de asimilación de la moral tradicional que, de seguir las cosas como van, terminará beatificando a Juan Gabriel.
Carlos Monsiváis

El recital se convertiría en el más famoso del cantante, pese a las críticas posteriores en medios como la del periodista Víctor Roura, quien dijo que el concierto había convertido a Bellas Artes en «un palenque, un estudio de Televisa» y que el recinto se había cedido al «Star System» de la televisora. En respuesta Monsiváis calificó la presentación de Juan Gabriel como un triunfo de la diversidad. En este mismo recinto se presentó nuevamente, en agosto de 1997, para grabar un disco en vivo titulado Celebrando 25 años de Juan Gabriel en el Palacio de Bellas Artes.
En 1993, realizó un concierto en el Rose Bowl ubicado en Pasadena, California, el cual contó con la asistencia con 75 000 personas. Para 1994 firmó contrato de exclusividad con BMG, y en junio de ese año se lanzó el disco Gracias por esperar. En 1999 la revista Billboard lo denominó The Latin Legend y lanza una publicación especial donde reconoce el aporte musical y el impacto de sus canciones en la cultura latina en Estados Unidos y a nivel mundial. Ese mismo año en España es reconocido con el Premio Ondas, en una ceremonia ante la realeza española, donde fue congratulado con el Premio a la Excelencia.

### 2000-2010: récords y premios como cantante
Juan Gabriel continuó cosechando éxitos a lo largo del mundo con sus presentaciones. La década del nuevo milenio trajo a Juan Gabriel éxitos en su voz y en la de decenas que artistas que siguieron llegando a los charts gracias a sus canciones: el grupo mexicano Maná logra un Grammy Latino por el tema «Se me olvidó otra vez», por su parte otro grupo de rock mexicano Jaguares se mantiene por espacio de 4 meses en primer lugar de popularidad en México con el tema «Te lo pido por favor».

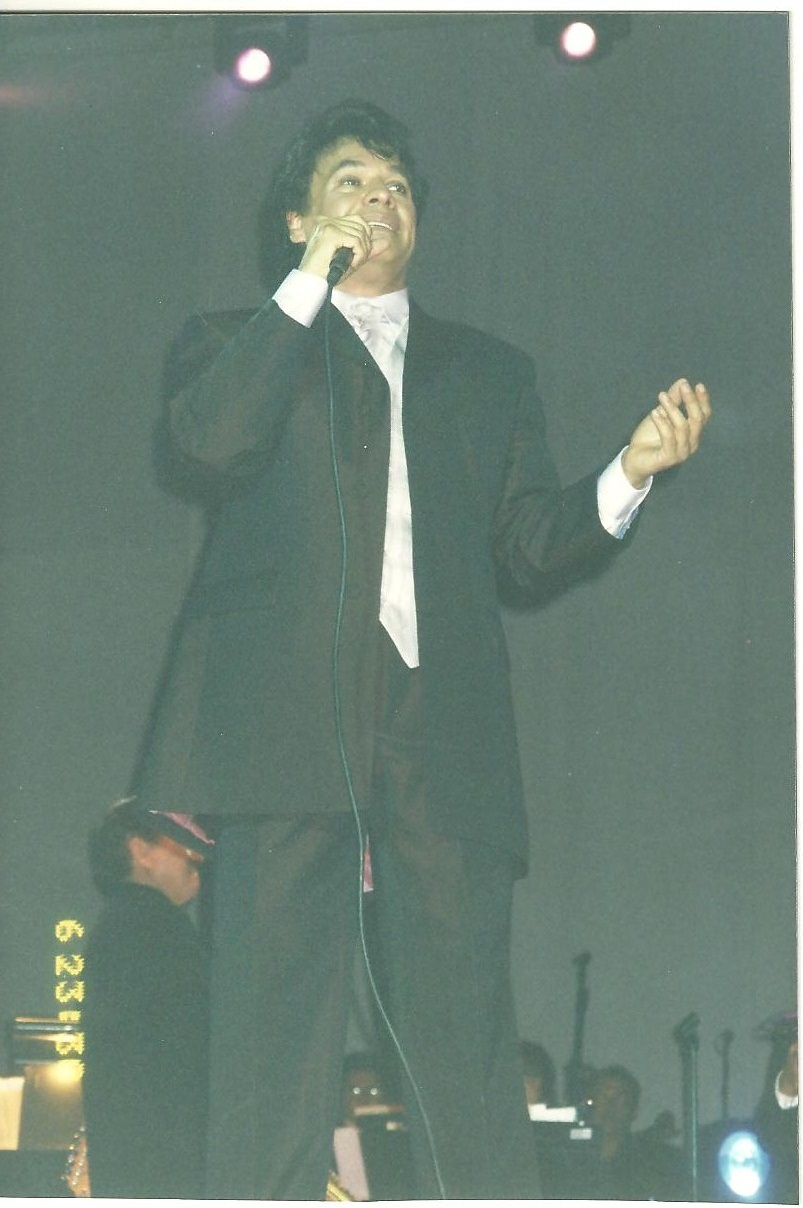
Gabriel durante un concierto en 2003.

En 2000 Juan Gabriel consigue llenar el Zócalo capitalino dejando así el récord de asistencia prevaleciente hasta la fecha; más de 350 000 personas le aplaudieron la madrugada del 1 de enero de 2000. Regresa en el 2002 al Auditorio Nacional donde sus presentaciones se acumulan en más de un centenar de noches desde 1991 hasta 2013; siendo el 2006 con 21 noches el año en que más ocasiones ha cantado en ese recinto. En 2004 vuelve por tercera ocasión a la plaza de Toros México, realiza nuevamente una presentación más en el Zócalo de la Ciudad de México en el mes de marzo, implantando nuevamente un récord más, por concierto de mayor duración: canta hasta el amanecer, justo en la entrada de la primavera, con un espectáculo que mantuvo a miles de personas por espacio de 7 horas continuas. En ese mismo año llena 8 noches el Auditorio Nacional y cierra con una novena noche en el Foro Sol.
En 2006 recibe de parte del Rey de España el premio Guirnalda de Oro y la Excelencia Universal durante sus presentaciones en el Auditorio Nacional por la celebración de sus 35 años de carrera artística.
En 2008 firma un contrato multimillonario con la discográfica Universal Music por espacio de diez años. En 2010 lanza su primer disco con dicho sello llamado Juan Gabriel, un disco ranchero con el que celebra su regreso a la música después de 7 años de ausencia discográfica; la primera ausencia discográfica que tuvo fue de 1986 a 1994. El tema «¿Por qué me haces llorar?» se posiciona en los primeros lugares de popularidad y presenta el disco con su tour Bicentenario.

### 2010-2016: últimos trabajos
A fines de 2010 lanzó un disco inédito llamado Boleros con cortes totalmente fuera de su estilo, siendo duramente criticado por la prensa y algunos críticos musicales por la carencia de producción y arreglos, siendo catalogado por la prensa como el "peor" disco de Juan Gabriel. El disco no reporta impacto en ventas en México. En septiembre de 2011 vuelve con otra producción llamada 1 es Juan Gabriel con el que reconquista nuevamente a su público y gana de nueva cuenta el respeto del medio musical. Inicia así la celebración discográfica por sus 40 años con 11 temas de su afamado repertorio, algunos de ellos interpretados en décadas anteriores por artistas como Rocío Jurado, Lucha Villa, Rocío Dúrcal y lanza nuevas versiones de temas colocados originalmente en el género ranchero. Logra doble disco de platino en México y disco de oro en Estados Unidos, Venezuela, Chile y Argentina.
En 2012 regresa al Auditorio Nacional con 12 presentaciones en el marco de la celebración por sus 40 años de carrera. En el mes de diciembre lanza la producción Celebrando, disco doble con CD + DVD con el que cierra la dupla de discos de celebración por sus 40 años de carrera, con temas netamente probados en los charts. Realiza una de las producciones más aplaudidas por sus fanes, combinando la voz original de éxitos como «No Tengo Dinero», «Me he Quedado Solo», «Será mañana», «A mi guitarra», «Yo no digo que te amo», con su voz actual adornado por espectaculares arreglos musicales, además de incluir un homenaje a los míticos coristas Hermanos Zavala.
En 2013 Juan Gabriel continuó con sus extensas giras a lo largo del continente americano. Logra llegar por tercera ocasión al Palacio de Bellas Artes el 30 de agosto, con lo que celebra sus 40 años de trayectoria y del cual se lanza un disco doble así como el respectivo DVD y Blu-ray.
En otoño de 2013, discretamente, Isabel Pantoja recurrió a Juan Gabriel para grabar un nuevo álbum, el cual permaneció inédito cuando ella ingresó en prisión en España por delitos fiscales. Tras ser liberada, la tonadillera hizo su reaparición en los escenarios a finales de 2016, lanzando este disco inédito titulado Hasta que se apague el sol. El álbum fue certificado con disco de oro en España.

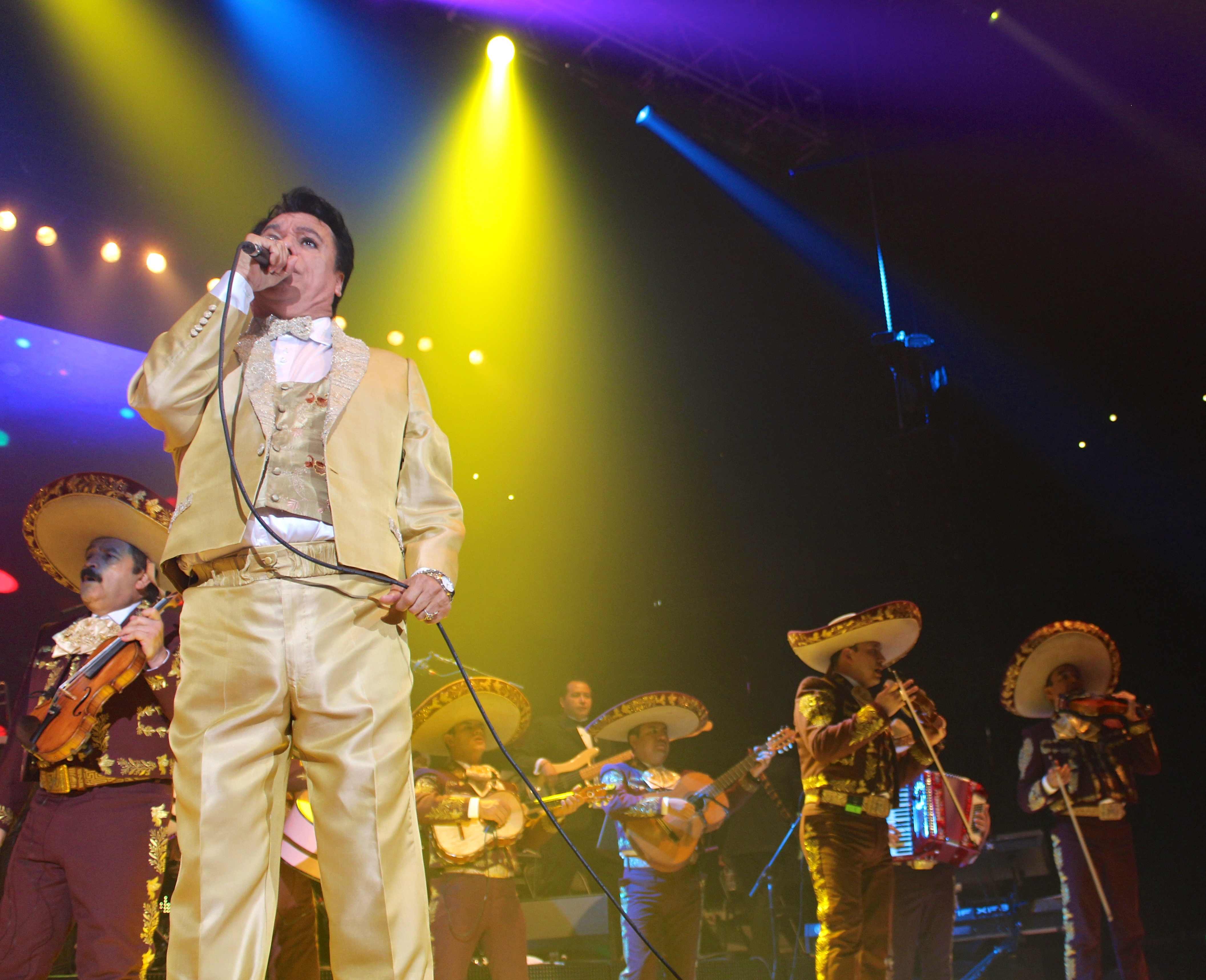
Gabriel presentándose en 2014.

El 6 de mayo de 2014 sale a la venta el disco doble Mis 40 en Bellas Artes el que consistió en 2 CD y 1 DVD en formato 4K, el cual convierte a Juan Gabriel en ser el primer artista latinoamericano en grabar en este formato. Mis 40 en Bellas Artes.
El 10 de febrero de 2015 sale al mercado el disco de duetos llamado Los Dúo. Este álbum de estudio contiene los temas clásicos del cantautor con nuevos arreglos, acompañado de varios artistas tales como: Vicente Fernández, Marco Antonio Solís, Isabel Pantoja, Juanes, Laura Pausini, Alejandra Guzmán, Natalia Lafourcade, José María Napoleón, entre otros. El disco se transforma en un éxito de ventas colocándose en el primer lugar en iTunes tanto en México como en Estados Unidos, además de estar en el primer lugar de los Latin Pop Albums de Billboard por más de 50 semanas en la cima.
Juan Gabriel vuelve al Auditorio Nacional con 12 fechas entre abril y mayo de 2015. Al ser un éxito total con las entradas prácticamente agotadas para las 12 fechas, vuelve a cerrar 6 fechas más para el mes de septiembre, completando un total de 18 fechas en 2015. El 18 de abril de 2015 Juan Gabriel cantó por más de 5 horas y media, exactamente 5 horas con 33 minutos en el Auditorio Nacional y el día siguiente cantó 5 horas y 3 minutos.
En marzo de 2015, fue homenajeado en Ciudad Juárez con un mural retratandolo cuando era joven y que fue pintado por un artista local sobre una pared de 400 metros cuadrados y ubicado en una de las fachadas del edificio Morán en la avenida Juárez. El 11 de diciembre, salió a la venta la secuela de Los Dúo: Los Dúo 2 conteniendo más temas clásicos del cantautor con nuevos arreglos acompañado de varios artistas tales como: Alejandro Fernández, Marc Anthony, Paty Cantú, Julión Álvarez, J Balvin, Andrés Calamaro, Belinda, José Feliciano, Franco de Vita, Ana Gabriel, Wisin, Joan Sebastian, entre otros, y nuevamente producido por Gustavo Farías. También ese año, fue nombrado como el artista latino mejor pagado por la revista Billboard.
El 12 de agosto de 2016 fue lanzado su último álbum que se título, Vestido de etiqueta por Eduardo Magallanes.

## Vida personal

### Orientación sexual
Al momento del éxito de Juan Gabriel no eran tan visibles ni influyentes los movimientos por la diversidad sexual en México. Por ello uno de los aspectos de la vida privada del artista que generó morbo e interés y que nunca tuvo una respuesta clara fue sobre su orientación sexual, debido a su comportamiento abiertamente femenino, su vestimenta colorida y su singular manera de bailar. En su biografía autorizada, el autor le preguntó abiertamente sobre el tema:

Eduardo Magallanes: «Juan Gabriel despierta mucha polémica a su alrededor: que si tiene mujer, que si tiene hijos regados, que muchas y muchos se enamoran de él, que si es homosexual, que si es bisexual, transexual, trasatlántico, transformer o divino».
Juan Gabriel: «Con esto nunca vamos a acabar y nadie se va a poner de acuerdo porque las leyendas las inventan los públicos, a final de cuentas dicen que soy un fenómeno, ¿eso, qué es?».
Eduardo Magallanes. Querido Alberto: Biografía autorizada de Juan Gabriel.

Debido a las agresiones a su persona, Juan Gabriel eludió las preguntas sobre el tema durante toda su carrera. En una entrevista por televisión en 2002 el conductor Fernando del Rincón le preguntó sobre si era gay, a lo que el cantante respondió:

- Fernando del Rincón: "Dicen que es gay. ¿Juan Gabriel es gay?".
- Juan Gabriel: "¿A usted le interesa mucho?".
- Fernando del Rincón: "Yo pregunto..."
- Juan Gabriel: "Pues yo le respondo, con otra pregunta".
- Fernando del Rincón: "Dígame".
- Juan Gabriel: "Dicen que lo que se ve no se pregunta, mijo".
- Fernando del Rincón: "Yo veo a un cantante frente a mí, veo a un triunfador".
- Juan Gabriel: "Eso es lo más importante. Porque uno no vale por las personalidades que otras gentes pueden achacar, que esto y que el otro. Porque hombre... Todo lo que uno hace es lo que se queda y lo que vale, los hechos son los más importantes".
- Fernando del Rincón: "Trascender..."
- Juan Gabriel: "Trascender. O ser usted... ¿no? Pero, hombre, la gente es inteligente, ¿no? No es tonta".
- Fernando del Rincón: "Hay cosas que no se tienen que decir y cosas que se dicen..."
- Juan Gabriel: "Yo no... yo no tengo por qué decir ni tampoco por qué decirle una cosa que... que a usted, como a muchas personas, no le interesa. Yo pienso que.. yo soy un artista... yo pienso que yo soy Juan Gabriel y que he dado mucho con mis canciones. Y le voy a decir una cosa, Fernando... hombre, no soy un santo pero tampoco el diablillo que piensa... o que hacen creer a la gente que yo soy. Yo sé que estamos viviendo tiempos muy difíciles, que la gente es muy curiosa y que quisiera saber más allá de la cuenta, pero tampoco la gente es tonta y yo pienso que... la televisión hoy vive en días en que hace muchas preguntas muy capciosas y que le gusta mucho ir más allá por el rating. Yo he aprendido durante la vida que estoy en el infierno y hago mi propia gloria. También he visto que estoy en la gloria y que a la mejor hago mi propio infierno, pero no me llevo a alguien entre las patas, y que yo no soy mentiroso. Lo que yo digo es lo que yo siento. Les guste o no les guste. Pero hay algo también como ser humano que quiero decir, que la vida es una y hay que vivirla, y que si hay que pasar a mejor vida pues tiene que ser en esta. Que se preocupen mucho por sus vidas y que dejen vivir a los demás..."
Entrevista a Juan Gabriel en el programa Primer impacto, 2002.

 En el año 1996 concedió una entrevista especial desde la que fue su casa en Malibú. He aquí una fragmento de la misma:

Si hay un artista controvertido en México ese es Juan Gabriel; solo alguien con su seguridad y valentía es capaz de mostrarse tal cual es sin máscaras de ningún tipo: “Yo he tenido amigos, como he tenido amigas, nunca tuve preferencias sexuales de ninguna índole, nunca crecí con esas cosas, porque yo me crié solo, me crié salvaje. No tengo tabulaciones, no tengo medida, no tengo ley que me frene. Respeto para que me respeten con eso me siento muy satisfecho”.

### Preferencias políticas
De política y de religión
Como toda persona que ama la libertad. Juan Gabriel busca su propia filosofía, sus propios parámetros para entender el mundo que lo rodea. 
“Yo no me crié con esas cosas de religión. Nací y crecí en un país de católicos, pero yo no comulgo con esas ideas, yo creo en mí, creo en la gente y para mi Dios es todo lo bueno que uno pueda hacer. Cuando la gente se quiere quitar de obligaciones y responsabilidades, se inventa un Dios al que se le culpa hasta de las desgracias de uno mismo: eso es muy fácil. Yo respeto todas las religiones del mundo, yo solamente digo mi punto de vista. Todo está hecho, todo esta dado hay que disfrutar la vida, hay que cantar y bailar, que es la única forma que uno puede estar en comunicación con Dios”. 
¿Y entonces por qué le gusta tanto la virgen de Guadalupe?
“Siempre me ha gustado porque me trae muchos recuerdos de mi mamá, yo le tengo mucho cariño, mucho respeto, pero no le pido porque pedir no es bueno, dar sí. En todas mis casas está una virgen de Guadalupe, me encanta”.
Pasemos a los contrastes; a los políticos les gusta mucho acercarse a los artistas...
“Les gustan mucho los artistas cuando los necesitan, pero luego les dan cada palo con las auditorías… A México se le conoce por sus artistas, pero ellos creen que es por sus escándalos que arman. Yo creo que deberían tenerles mucho respeto y mucho cariño al artista porque es tan sencillo como esto: los artistas se quedan y los políticos se van”.
¿Usted cree que el pueblo tiene el gobierno que se merece?
“Más bien el gobierno tiene lo que se merece.

Yo creo que hay dos Méxicos: el México de la política y el México del pueblo, y no tienen nada que ver entre sí. Ocupamos el mismo espacio, pero no tenemos los mismos pensamientos. Pero es muy conflictivo hablar de política, es mejor hablar de nuestra música. La gente no entiende con palabras, la gente entiende con canciones y los políticos con balazos”.

Juan Gabriel fue un militante abierto y reconocido del Partido Revolucionario Institucional (PRI). Gozó de la amistad de diversos presidentes en turno, como fue el caso de Carlos Salinas de Gortari, quien asistió con su familia al concierto que el artista dio en 1990 en el Palacio de Bellas Artes, o de Vicente Fox. Hizo proselitismo en distintas campañas presidenciales como las de Salinas y Ernesto Zedillo, en donde abría conciertos persuadiendo a los asistentes a votar por el candidato del PRI. También lo hizo en la campaña presidencial de Francisco Labastida a las elecciones federales de México de 2000 con un tema musical que decía «Ni Temo, ni Chente, Francisco va a ser presidente», en alusión a los candidatos presidenciales Cuauhtémoc Cárdenas («Temo») y Vicente Fox («Chente»).
En noviembre de 2013, visitó Venezuela y acudió al Palacio de Miraflores para conversar personalmente con Nicolás Maduro y con la primera dama Cilia Flores. En esa oportunidad, Juan Gabriel le cantó «las mañanitas» al jefe de Estado venezolano en la víspera de su cumpleaños.
Antes de fallecer, dejó escrito un correo electrónico dirigido al presidente de México, Enrique Peña Nieto, en el que le aseguró que tanto él mismo como el PRI «nunca se irían».

## Muerte

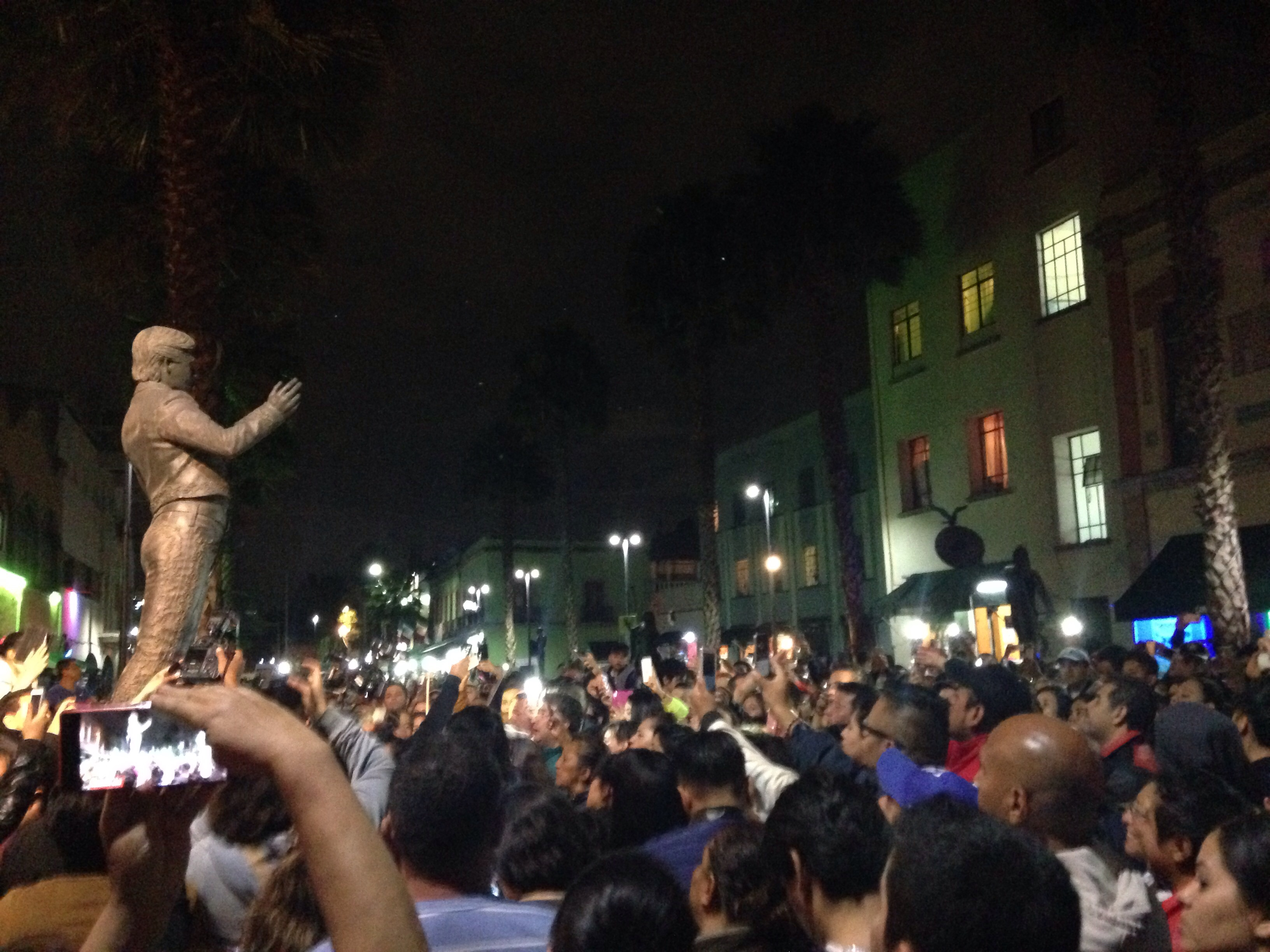
Estatua de Juan Gabriel en la Plaza Garibaldi de Ciudad de México rodeada de seguidores el día de su muerte, 28 de agosto de 2016.

Juan Gabriel se encontraba en medio de la gira México es todo en los Estados Unidos, la cual inició en Las Vegas el 19 de agosto de 2016. El 26 de agosto por la noche dio su último concierto en The Forum de Los Ángeles, recital en el que usó un escenario con vista 360 grados. En el mismo recordó a la cantante Rocío Dúrcal, y cerró con un mensaje en las pantallas, «Felicidades a todas las personas que están orgullosas de ser lo que son».
El domingo 28 de agosto falleció a las 11:17, hora del Pacífico, en un departamento de su propiedad en la playa de Santa Mónica, California. Fue realizada una autopsia a su cuerpo, que determinó preliminarmente que el artista falleció tras un infarto agudo de miocardio. Ese domingo tenía programado un concierto en El Paso. También tenía programado un concierto público gratuito en la plaza de la Constitución de la capital mexicana el 12 de noviembre. La noche del 29 de agosto sus restos fueron cremados en Anaheim, California por decisión de los hijos del artista.

### Reacciones
- El presidente de México, Enrique Peña Nieto, manifestó sus condolencias a través de Twitter. «Una voz y un talento que representaban a México. Su música, un legado para el mundo. Se ha ido muy pronto. Que descanse en paz», escribió el mandatario.[100]
- La noche del 28 de agosto, cientos de personas y músicos de mariachi se reunieron espontáneamente en la escultura del compositor en la plaza Garibaldi de la Ciudad de México, en la que colocaron flores, veladoras y entonaron sus canciones.[101]
- El presidente de Venezuela, Nicolás Maduro, recordó al cantante: «Mis recuerdos eternos a Juan Gabriel extraordinario artista y ser humano. Que Dios lo tenga en su gloria, por siempre», escribió.[102]
- El presidente estadounidense, Barack Obama, emitió un comunicado reaccionado sobre la muerte de Juan Gabriel diciendo: «Durante más de 40 años, Juan Gabriel llevó a millones su querida música mexicana, trascendiendo fronteras y generaciones».[103][104]
- El líder de la banda estadounidense Creedence Clearwater Revival, John Fogerty, publicó un sentido mensaje en su Facebook oficial lamentando la muerte de Juan Gabriel, así como también admirando su vasta trayectoria como compositor y, especialmente, elogiando la versión cover de «Have You Ever Seen the Rain?» que Juan Gabriel había grabado hace pocos meses atrás (con el título «Gracias al Sol»), y publicada en Quiero Creedence, álbum tributo por parte de artistas latinoamericanos hacia la exbanda de Fogerty.[105]

## Legado
En 2015, Billboard lo incluyó en su lista de los 30 artistas latinos más influyentes de la historia, citando su "estilo de interpretación dramática" y su concepto redefinido de la música pop latina romántica.
En su lista de los artistas de música latina más influyentes de la historia, Carlos Quintana de About.com clasificó a Juan Gabriel en el puesto número seis por dar forma a "los sonidos de la música mexicana" y explorar géneros desde la ranchera hasta el pop latino.
En 1986, el alcalde de Los Ángeles, Tom Bradley, declaró el 5 de octubre día de Juan Gabriel.
En 1999, Gabriel recibió los Premios People's Choice a la Mejor Música Regional . Artista. Ese mismo año, recibió el premio La Opinión Tributo Nacional a la Trayectoria. Billboard erigió una estatua en la Plaza Garibaldi de la Ciudad de México en 2001.
Diversos artistas han grabado discos tributo a Juan Gabriel, entre ellos Cristian Castro, Pedro Fernández, Lorenzo Antonio, Álvaro Torres, Panteón Rococó, Playa Limbo, Vicentico, Jaguares, Maná, Los Tri-O, Nydia Rojas, La India, etc. Además, ha sido citado como influencia artística por varios cantantes de diferentes géneros musicales, incluyendo a: Enrique Iglesias, Laura Pausini, Marc Anthony, Juanes, Aída Cuevas, Julieta Venegas, Natalia Lafourcade, Saúl Hernández, Carlos Rivera, Paty Cantú, entre otros.
Una serie biográfica sobre su vida, titulada Hasta que te conocí, comenzó a transmitirse el 18 de abril de 2016 y la serie terminó el 28 de agosto, coincidentemente el mismo día en que murió.
El 1 de enero de 2023, la revista Rolling Stone lo colocó en su lista de «los 200 mejores cantantes de todos los tiempos», posicionándolo en el puesto 172.
En junio de 2023, Netflix anunció una serie documental sobre su vida.

## Discografía

### Álbumes de estudio
- 1971: El alma joven
- 1972: El alma joven II
- 1973: El alma joven III
- 1974: Juan Gabriel con el Mariachi Vargas de Tecalitlán
- 1975: 10 éxitos
- 1975: A mi guitarra
- 1975: 10 de los grandes
- 1976: Juan Gabriel con mariachi Vol. II
- 1978: Te llegará mi olvido
- 1978: Siempre en mi mente
- 1978: Espectacular
- 1978: Mis ojos tristes
- 1979: Me gusta bailar contigo
- 1980: Recuerdos
- 1980: Juan Gabriel con el Mariachi América
- 1980: Ella
- 1981: Con tu amor
- 1982: Cosas de enamorados
- 1983: Todo
- 1984: Recuerdos II
- 1986: Pensamientos
- 1994: Gracias por esperar
- 1995: El México que se nos fue
- 1997: Juntos otra vez (Con Rocío Dúrcal)
- 1998: Juan Gabriel con Banda... El Recodo!!!
- 1999: Todo está bien
- 2000: Abrázame muy fuerte
- 2001: Por los siglos
- 2003: Inocente de ti
- 2010: Juan Gabriel
- 2010: Boleros
- 2011: 1 Es Juan Gabriel
- 2012: Celebrando
- 2015: Los dúo
- 2015: Los dúo 2
- 2016: Vestido de etiqueta por Eduardo Magallanes
- 2022: Los dúo 3
- 2023: México con Escalas en Mi Corazón (Ciudades)

### Álbumes en vivo
- 1990: Juan Gabriel en el Palacio de Bellas Artes
- 1997: Celebrando 25 años de Juan Gabriel: En concierto en el Palacio de Bellas Artes
- 2013: Mis 40 en Bellas Artes

### Álbumes recopilatorios y con invitados
- 1978: Siempre En Mi Mente Y Otros Exitos
- 1978: Grandes Exitos De Juan Gabriel
- 1978: Siempre estoy pensando en ti
- 1978: Tu Sigues Siendo El Mismo
- 1981: 15 Exitos Con Juan Gabriel
- 1981: 15 Sensacionales Exitos
- 1982: Sus 15 Exitazos Originales
- 1984: Lo mejor de Juan Gabriel con mariachi
- 1984: Frente a frente I (Con Rocío Dúrcal)
- 1985: Frente a frente II (Con Rocío Dúrcal)
- 1985: 16 Grandes Exitos
- 1985: 20 Grandes Exitos De Juan Gabriel
- 1986: 15 años de éxitos rancheros
- 1988: Debo hacerlo
- 1988: Para ti... 14 éxitos originales
- 1989:  Canciones Para No Olvidar
- 1989: 15 años, 15 baladas, 15 éxitos
- 1996: 25 aniversario; Solos, duetos y versiones especiales
- 1996: Juan Gabriel - El Único. Bienvenido A Chile
- 1996: Juan Gabriel - El Unico: Sus Mas Grandes Exitos
- 1996: Lo Mejor De Los 3 Grandes
- 1998: Por mi orgullo
- 1999: Románticos! (Con Rocío Dúrcal)
- 1999: Grandes Exitos Juan Gabriel & Rocio Durcal
- 1999: Grandes Exitos Juan Gabriel
- 1999: 15 Eternas De Juan Gabriel
- 2000: Por Siempre Lo Mejor De Juan Gabriel
- 2000: Querida Todos Sus Grandes Exitos
- 2004: Frente a frente (Con Joan Sebastian)
- 2004: Las 15 eternas de Juan Gabriel
- 2004: Los 15 grandes éxitos de Juan Gabriel
- 2006: La historia del Divo
- 2006: 30 Grandes Exitos +cuatro
- 2006: Coleccion Top 50 Juan Gabriel
- 2007: Los Gabriel... Simplemente amigos (Con Ana Gabriel)
- 2008: Los Gabriel cantan a México (Con Ana Gabriel)
- 2008: Los Gabriel... Para ti (2 CD) (Con Ana Gabriel)
- 2008: Lo esencial de Juan Gabriel (3 CD)
- 2009: Mis canciones, mis amigos
- 2009: Lo esencial de las rancheras de Juan Gabriel
- 2010: Mis favoritas: Juan Gabriel
- 2012: Bailando
- 2012: 40 Aniversario (3 CD)
- 2012: Celebrando
- 2014: Mis Numero 1... 40 Aniversario
- 2016: Juan Gabriel Grandes Exitos
- 2016: Estrellas De Oro Juan Gabriel

### Álbumes homenaje
- Y las canciones de Juan Gabriel. Querida - Pedro Fernández, 1987
- Tributo a Juan Gabriel en su 25 aniversario - Banda El Recodo, 1996
- Mi tributo a Juan Gabriel - Julio Preciado, 2006
- Interpretan Éxitos De Juan Gabriel - Los Ángeles Azules, 2006
- Totalmente Juan Gabriel vol.1, Aída Cuevas - 2013
- Amor Eterno al Divo / Tributo de Rock - Varios Artistas, 2016
- Totalmente Juan Gabriel vol. 2, Aída Cuevas - 2017
- A Juan Gabriel, amor eterno - Varios artistas, 2017
- Mi tributo a Juan Gabriel - Cristian Castro, 2018
- Fue un placer conocerte. Gracias Juan Gabriel - Pepe Aguilar, 2018
- Homenaje a Juan Gabriel - Antonio Ríos, 2020

### Canciones para telenovelas
Autor e intérprete
- Lo imperdonable (2015) - «Siempre en mi mente» (a dueto con Espinoza Paz)
- Inocente de ti (2004-2005) - «Inocente de ti»
- Mariana de la noche (2003-2004) - «Yo te recuerdo»
- Salomé (2001-2002) - «Se me olvidó otra vez»
- Abrázame muy fuerte (2000-2001) - «Abrázame muy fuerte»
- María Emilia, querida (1999-2000) - «Querida» (ft Raúl Di Blasio)
- Leonela, muriendo de amor (1997-1998) - «Muriendo de amor»
- Te sigo amando (1996-1997) - «Te sigo amando»

Autor
- El extraño retorno de Diana Salazar (1988) - «Un alma en pena» (interpretada por Lucía Méndez)
- El camino secreto (1986) - «De mí enamórate» (interpretada por Daniela Romo)
- Volver a empezar (1994) - «Querida» (interpreta Chayanne)

## Filmografía

### Películas
- 1973 - La loca de los milagros
- 1977 - Nobleza ranchera
- 1979 - En esta primavera
- 1980 - Del otro lado del puente
- 1981 - El Noa Noa
- 1982 - Es mi vida /El Noa Noa 2
- 1984 - Siempre en domingo... La película
- 1990 - Bazar Viena
- 2000 - Evicted
- 2014 - ¿Qué le dijiste a Dios?

### Series de televisión
- 1975 - La criada bien criada
- 1997 - Te sigo amando

## Premios y nominaciones
- Nominado al Grammy como Mejor Interpretación de Música México-Americana otorgado por la Academia de Grabación de Estados Unidos en 1984 por Todo[122]
- Nominado al Grammy como Mejor Interpretación de Música México-Americana otorgado por la Academia de Grabación de Estados Unidos en 1985 por Recuerdos II[123]
- Nominado al Grammy como Mejor Álbum de Música Pop Latina otorgado por la Academia de Grabación de Estados Unidos en 1995 por Gracias por esperar[124]
- Nominado al Grammy como Mejor Interpretación de Música México-Americana otorgado por la Academia de Grabación de Estados Unidos en 1996 por El México que se nos fue[125]
- Nominado al Grammy como Mejor Interpretación de Pop Latino otorgado por la Academia de Grabación de Estados Unidos en 1999 por Celebrando 25 años de Juan Gabriel: En concierto en el Palacio de Bellas Artes[126]
- Nominado al Grammy como Mejor Álbum de Música Latina otorgado por la Academia de Grabación de Estados Unidos en 2002 por Abrázame muy fuerte[127]
- Nominado al Grammy Latino como Mejor Cantautor otorgado por la Academia Latina de Grabación de Estados Unidos en 2004 por Inocente de ti
- «El Divo de Juárez» gana el Premio Billboard 2016 de Latin Pop Álbum del año y Latin Pop Albums Artista del Año, Solista por su álbum Los Dúo en 2016.

Tiene en su haber premios como:
- Premios Billboard [17 premios] por Artista del año, Hot Latin Track, Disco del Año, Dueto del año.
- Aplauso
- El Premio ASCAP como Compositor del Año en español en 1995 por la Asociación estadounidense de Compositores (ASCAP)[128]
- El Premio ASCAP como Compositor del Año en español en 1998 por la Asociación estadounidense de Compositores (ASCAP)[129][130]
- Premios Lo Nuestro [11 premios] por Mejor Disco, Canción del Año, Artista del Año, Mejor Dúo o Grupo.
- Premio Orgullosamente Latino «Trayectoria Latina» [votación por Internet en competencia con Julio Iglesias y Celia Cruz] [2004]
- Heritage Award [Premio de la Gente]
- Guirnalda de Oro
- Nipper de Oro [Altas ventas otorgadas por RCA Records en 1974]
- Premio Ondas [Por su aportación a la música latina 1999]
- MTV Music Awards [Mejor disco 1999]
- Premio El Heraldo de México [Artista del año 1984 y Mejor tema telenovela 1996 y 2000]
- Ingresa al Salón de la Fama de Música Latina de Billboard [1996][131]
- Laurel de Oro y Excelencia Universal otorgado por el Rey de España [2006]
- Llaves de la ciudad en la Ciudad del Vaticano, Madrid, Asunción, Bolivia, Perú, Argentina.

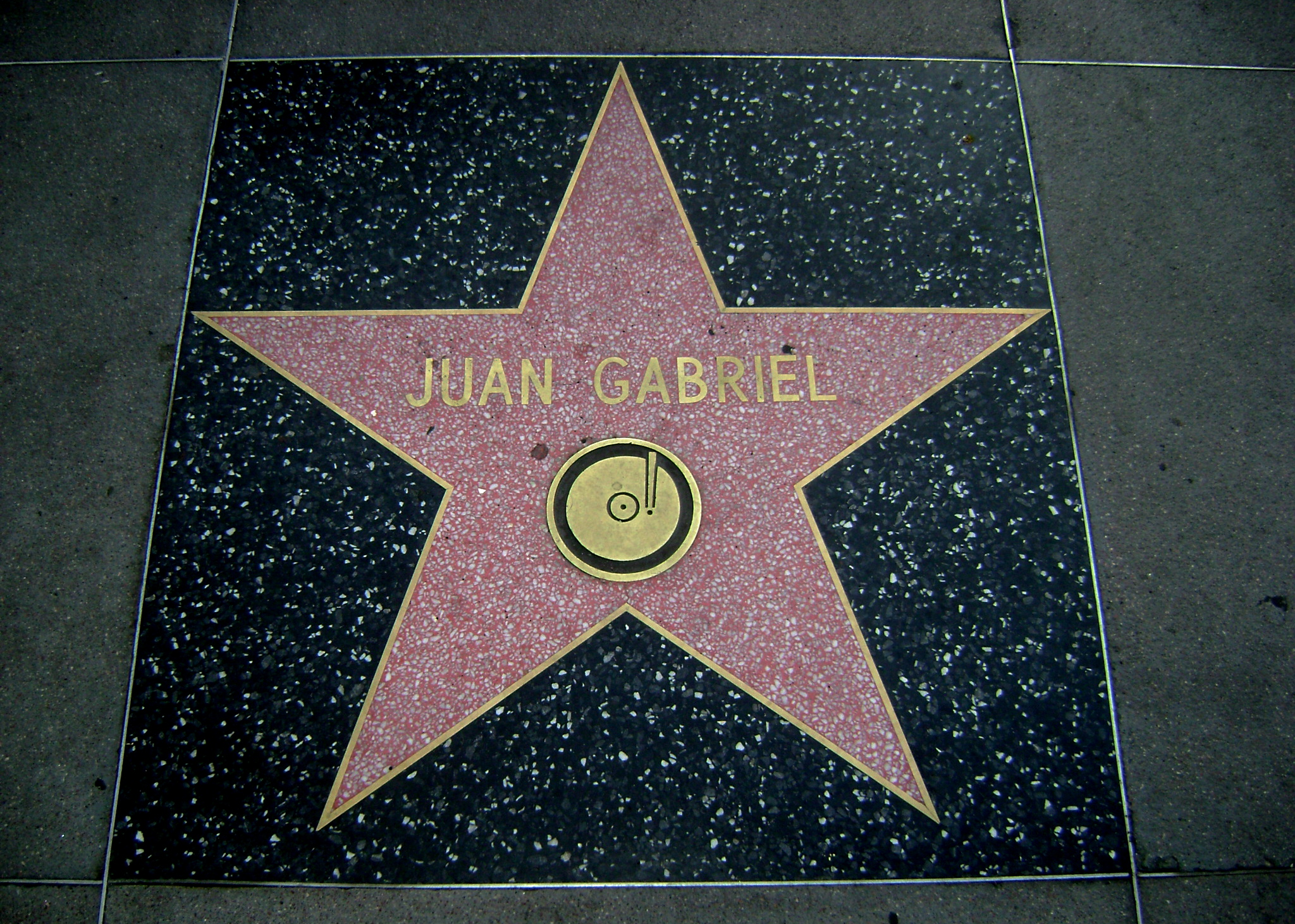
Estrella de Juan Gabriel en el paseo de la fama de Hollywood.

- Estrella en el Paseo de la Fama de Hollywood (Walk of Fame) [2002][132]
- Lunas del Auditorio Nacional [Mejor Artista de Música Mexicana] [2005]
- Reconocimiento del Auditorio Nacional por más de 100 presentaciones desde 1992 a 2004
- Más de 1000 discos de oro, platino y multiplatino
- Personalidad del Año, otorgado por la Academia Latina de la Grabación[133] en 2009 previo a la entrega de los Grammy Latinos y develó su estrella en el Salón de la Fama, en las Vegas, Nevada.[134]
- Dos (2) Grammy latinos póstumos, año 2016: Álbum del año por Los Dúo II y álbum vocal pop tradicional por Los Dúo II[135]

### Reconocimientos
En agosto de 2003 el Gobierno Regional de La Libertad, en Perú, nombró al intérprete la Orden de Chan Chan en grado de Gran Oficial.
En 2009, la Academia Latina de la Grabación nombró a Juan Gabriel Persona del Año del Latin Grammy, y de acuerdo con la Academia Latina de Artes y Ciencias de la Grabación (LARAS), el cantante mexicano ha vendido poco más de 100 millones de álbumes, convirtiéndose así en uno de los artistas mexicanos más prolíficos y vendedores de la historia musical en México. Además de tener más de 1800 canciones escritas.
El primer día de Juan Gabriel fue 5 de octubre es el Día de Juan Gabriel en la ciudad de Los Ángeles instituido por el alcalde Tom Bradley en 1986, ha sido galardonado con las llaves de la ciudad de Buenos Aires, del Vaticano, Madrid, y Asunción, cuenta con una estrella en el Hollywood Walk of Fame desde el 2002, otra más en el Paseo de la Fama en Las Vegas, recibió el Laurel de Oro y Premio a la Excelencia Universal otorgado por los Reyes de España en 2006, Galardón a la Excelencia de Premio Lo Nuestro a la Música Latina 1991, Premios ASCAP, Premios ACE, Premio El Heraldo, Premio Guirnalda de Oro, Ingreso al Salón de la Fama de Premios Billboard de la música latina 1996, Premio Ondas por su legado musical 2001, Hispanic Heritage Awards otorgado por la Casa Blanca 2005, Antorcha y Gaviota de Plata y Oro del Festival Internacional de la Canción de Viña del Mar, 2002 y 2004, entre otros. Su discografía ha sido premiada con más de 1500 discos de oro, platino y multiplatino por sus altas ventas. El 7 de octubre se celebra el día oficial de Juan Gabriel en Los Ángeles. Fue declarado en el 2000 en el anfiteatro de los Estudios Universal Hollywood en donde a este gran artista le fue entregado este bello reconocimiento. Además, en 2016 el secretario del estado de California, EE. UU. Alex Padilla, declaró el día 7 de octubre como «día del Divo de Juárez» a nivel estatal.
En septiembre de 2016 fue nombrado «Rey Perpetuo» de las fiestas patrias mexicanas.
El 11 de diciembre de 2019, se inaugura el paseo «Siempre en mi mente» y con ello turistas del mundo visitan el Paseo de Juan Gabriel, ubicado en la calle Colombia y avenida 16 de septiembre en Ciudad Juárez (Chihuahua, México).
El 16 de abril del 2024, la canción «Amor Eterno» fue incluida en una lista de 25 canciones dignas de preservación por la biblioteca del Congreso de Estados Unidos.